# Lactarius ochrogalactus
Lactarius ochrogalactus é um fungo que pertence ao gênero de cogumelos Lactarius na ordem Russulales. Encontrado no Japão, foi descrito cientificamente por Hashiya em 2006.